# Üszarał
Üszarał (kaz. Үшарал, ros. Ушарал) – miasto w Kazachstanie; w obwodzie ałmackim; nad rzeką Tentek; 17 tys. mieszkańców (2021). Przemysł spożywczy.